# لیوتیبرود
لیوتیبرود (به بلغاری: Lyutibrod) یک منطقهٔ مسکونی در بلغارستان است که در استان وراتسا واقع شده‌است.
 لیوتیبرود ۲۵٫۴۵۸ کیلومتر مربع مساحت و ۴۵۲ نفر جمعیت دارد و ۲۱۵ متر بالاتر از سطح دریا واقع شده‌است.